# Parafia Najświętszej Maryi Panny Królowej Polski w Ustrzykach Dolnych
Parafia Najświętszej Maryi Panny Królowej Polski w Ustrzykach Dolnych – parafia rzymskokatolicka, należąca do dekanatu Ustrzyki Dolne w archidiecezji przemyskiej.

## Historia
Ustrzyki Dolne zostały założone ok. 1469 roku na prawie wołoskim, a ok. 1727 roku miejscowość otrzymała prawa miejskie.
W latach 1908–1909 zbudowano murowany kościół w stylu neogotyckim według projektu arch. Jana Tarczałowicza. 3 maja 1912 roku bp Józef Sebastian Pelczar poświęcił kościół pw. Matki Bożej Królowej Polski. W 1944 roku tereny te zostały przyłączone do ZSRR, a kościół został zamieniony na magazyn zbożowy. W tym czasie uległ zniszczeniu również obraz Matki Bożej Szkaplerznej pozostający w głównym ołtarzu, czczony jako obraz Królowej Polski. Częściowemu zniszczeniu uległy również boczne ołtarze oraz sprzęty wyposażenia kościelnego i liturgicznego. 
W 1951 roku tereny te na podstawie umowy o wymianie terytorium pomiędzy PRL i ZSRR powróciły do Polski. Wówczas do Ustrzyk Dolnych przybyła ludność wysiedlona z Bełza, Krystynopola, Sokala, Uhnowa, Waręża i okolic. Pierwszym duszpasterzem był przybyły z Bełza, ks. Roman Centelewicz.
W 1952 roku kościół został przejęty przez wiernych i utworzono samodzielną placówkę duszpasterską. 26 czerwca 1967 roku  bp Ignacy Tokarczuk dokonał  konsekracji kościoła. 5 lipca 1967 roku dekretem bpa Ignacego Tokarczuka została erygowana parafia, z wydzielonego terytorium parafii Jasień.
9 września 2001 roku w kościele została poświęcona tablica pamięci wysiedlonych.
W 2014 roku do kościoła dobudowano nawę główną, a w 2022 roku abp Adam Szal poświęcił rozbudowany kościół. 
Na terenie parafii jest 3015 wiernych. 
Proboszczowie parafii:
Proboszczami parafii byli m.in.: ks. Czesław Matuła, ks. Julian Jakieła (1982–1991), ks. prał. Józef Bieniek (od 1997).

## Terytorium parafii
Ulice na terenie parafii: 29 listopada, Bełzka, Dworcowa, Chopina, Fabryczna, Gombrowicza, Kolejowa, Konopnickiej, Korczaka, Krótsza, Mickiewicza, 1 maja, Nadbrzeżna, Nadgórna, Naftowa, Pionierska (prawa strona), Rynek, Szkolna, Sikorskiego, Wojska Polskiego, Zielona.